# Vítor Damas
Vítor Damas (8. října 1947 Lisabon – 10. září 2003, Lisabon) byl portugalský fotbalový brankář. V roce 1989 byl krátce trenérem Sportingu Lisabon. Zemřel 10. září 2003 ve věku 55 let na rakovinu.

## Fotbalová kariéra
Na klubové úrovní hrál v portugalské lize za Sporting Lisabon, Vitórii Guimarães a Portimonense SC a ve španělské lize za Racing Santander. Na Mistrovství světa ve fotbale 1986 nastoupil ve 2 utkáních. Za portugalskou reprezentaci nastoupil v letech 1969–1986 ve 29 utkáních. Se Sportingem Lisabon vyhrál dvakrát portugalskou ligu a třikrát Portugalský pohár. V Poháru mistrů evropských zemí nastoupil v 6 utkáních, v Poháru vítězů pohárů nastoupil v 16 utkáních a v Poháru UEFA nastoupil ve 30 utkáních.

## Ligová bilance
| Ročník                      | Zápasy | Góly | Klub              |
| --------------------------- | ------ | ---- | ----------------- |
| 1. portugalská liga 1966/67 | 7      | 0    | Sporting Lisabon  |
| 1. portugalská liga 1967/68 | 1      | 0    | Sporting Lisabon  |
| 1. portugalská liga 1968/69 | 26     | 0    | Sporting Lisabon  |
| 1. portugalská liga 1969/70 | 25     | 0    | Sporting Lisabon  |
| 1. portugalská liga 1970/71 | 26     | 0    | Sporting Lisabon  |
| 1. portugalská liga 1971/72 | 28     | 0    | Sporting Lisabon  |
| 1. portugalská liga 1972/73 | 30     | 0    | Sporting Lisabon  |
| 1. portugalská liga 1973/74 | 29     | 0    | Sporting Lisabon  |
| 1. portugalská liga 1974/75 | 30     | 0    | Sporting Lisabon  |
| 1. portugalská liga 1975/76 | 27     | 0    | Sporting Lisabon  |
| Primera División 1976/77    | 28     | 0    | Racing Santander  |
| Primera División 1977/78    | 33     | 0    | Racing Santander  |
| Primera División 1978/79    | 32     | 0    | Racing Santander  |
| Segunda División 1979/80    | 38     | 0    | Racing Santander  |
| 1. portugalská liga 1980/81 | 22     | 0    | Vitórii Guimarães |
| 1. portugalská liga 1981/82 | 11     | 0    | Vitórii Guimarães |
| 1. portugalská liga 1982/83 | 23     | 0    | Portimonense SC   |
| 1. portugalská liga 1983/84 | 29     | 0    | Portimonense SC   |
| 1. portugalská liga 1984/85 | 27     | 0    | Sporting Lisabon  |
| 1. portugalská liga 1985/86 | 29     | 0    | Sporting Lisabon  |
| 1. portugalská liga 1986/87 | 23     | 0    | Sporting Lisabon  |
| 1. portugalská liga 1987/88 | 16     | 0    | Sporting Lisabon  |
| 1. portugalská liga 1988/89 | 8      | 0    | Sporting Lisabon  |
| CELKEM                      | 548    | 0    |                   |